# Кооператив
Кооперати́в (от фр. coopérative — «сотрудничество; сообщество трудящихся») — автономная ассоциация людей, добровольно объединившихся для удовлетворения своих общих экономических, социальных и культурных потребностей на совместном предприятии, контролируемом демократическим путём. Кооперативы могут включать:
- предприятия, принадлежащие и управляемые людьми, которые пользуются их услугами (потребительский кооператив);
- организации, управляемые людьми, которые там работают (производственный кооператив);
- смешанные кооперативы;
- вторичные кооперативы, кооперативы второго и третьего уровня, членами которых являются другие кооперативы (Федерация кооперативов[англ.]);
- различные платформы и агрегаторы, финансируемые непосредственными участниками отношений, а не венчурным капиталом;
- кооперативы в виде платформ (Кооперативные платформы[англ.]).

Исследование, опубликованное Институтом Worldwatch Institute, показало, что в 2012 году около миллиарда человек в 96 странах стали членами хотя бы одного кооператива. Оборот 300 крупнейших кооперативов в мире достиг 2 трлн долларов.
Кооперативное движение рассматривается как третий сектор экономики: в рыночной экономике кооперация выступает в качестве «третьей силы» или «третьей альтернативы» частному и государственному производству. Кооперация объединяет в себе экономическую деятельность и общественное движение. В настоящее время в мире насчитывается около 700 миллионов кооператоров. Международный кооперативный альянс включает в себя 192 национальных кооперативных союза из 76 стран. С 2002 года кооперативы получили домен .coop.

## Определение кооператива
В ходе развития кооперативного движения было дано несколько определений кооператива. Так М. И. Туган-Барановский определил кооператив следующим образом:
Кооператив есть такое хозяйственное предприятие нескольких добровольно соединившихся лиц, которое имеет своей целью не получение наибольшего барыша на затраченный капитал, но увеличение, благодаря общему ведению хозяйства, трудовых доходов его членов, или сокращение расходов последних 
А. В. Чаянов дал следующее определение кооператива:
Кооператив представляет собою организованную на коллективных началах часть экономической деятельности той или иной группы лиц и призван обслуживать интересы этой группы и только этой группы 
В. И. Ленин огромное значение придавал развитию кооперации как основе нового социалистического общества:
Строй цивилизованных кооператоров при общественной собственности на средства производства, при классовой победе пролетариата над буржуазией — это есть строй социализма
В противоположность акционерному обществу в кооперативе каждый пайщик принимает личное трудовое участие и имеет один голос.

## Классификация кооперативов
Кооперативы различаются по характеру вовлечения участников могут быть:
- производственными с обязательным трудовым участием членов — признаются коммерческими организациями, для обложения налогами.
- потребительскими, где не требуется обязательное трудовое участие членов в хозяйственной деятельности кооператива — являются некоммерческими организациями, то есть они создаются для удовлетворения материальных и иных потребностей своих членов и не имеют цели извлечения прибыли.

Кооперативы также делятся на виды по характеру деятельности:
- Производственный кооператив создаётся с целью ведения совместной производственной и иной хозяйственной деятельности, основанной на личном трудовом участии членов, и объединения членами кооператива имущественных (паевых) взносов. Производственный кооператив обеспечивает своих членов рабочими местами. Получили развитие сельскохозяйственные производственные кооперативы.
- Сельскохозяйственный кооператив — созданные сельскохозяйственными товаропроизводителями и (или) ведущими личное подсобное хозяйство гражданами при условии их обязательного участия в хозяйственной деятельности потребительского кооператива. В зависимости от вида их деятельности подразделяются на перерабатывающие, сбытовые (торговые), обслуживающие, снабженческие, садоводческие, огороднические, животноводческие и иные.
  - Сельскохозяйственный производственный кооператив
  - Обслуживающие кооперативы осуществляют механизированные, агрохимические, мелиоративные, транспортные, ремонтные, строительные работы, а также услуги по страхованию (страховые кооперативы), научно-производственному, правовому и финансовому консультированию, электрификации, телефонизации, санаторно-курортному и медицинскому обслуживанию, выдаче займов и сбережению денежных средств (кредитные кооперативы) и другие работы и услуги (Федеральный закон № 193-ФЗ О сельскохозяйственной кооперации).
- Жилищный накопительный кооператив объединяет граждан для совместного строительства или приобретения жилья.
- Строительный кооператив создаётся для владения и эксплуатации строений или других объектов недвижимости.
  - Жилищно-строительный кооператив представляет собой объединение граждан, целью которых является строительство конкретного многоквартирного дома и его последующее обслуживание (по окончании строительства выполняет функцию товарищества собственников жилья).
  - Гаражно-строительный кооператив объединяет владельцев гаражей, расположенных на отдельной территории.
- Дачно-строительный кооператив объединяет владельцев дачных участков и домиков в садоводческом массиве.
- Концертный кооператив объединяет музыкантов и других представителей творческих специальностей. Их появление сделало возможным исполнение музыкантами собственных песен без необходимости предварительного согласования текстов с органами идеологического контроля[7].
- Кредитный потребительский кооператив создается с целью удовлетворения потребностей членов в финансовой взаимопомощи. Кооператив проводит следующие финансовые операции для своих членов: предоставляет займы, привлекает сбережения с начислением процентов.
- Страховая кооперация
- Потребительское общество одна из организационно-правовых форм потребительской кооперации со смешанным (физические и юридические лица) составом. В СССР получила распространение торгово-заготовительная сельская потребительская кооперация.

## Роль кооперативов
В СССР в 1988 году кооперативы были сделаны основной организационно-правовой формой развёртывания масштабной частной предпринимательской деятельности в стране посредством Закона СССР от 26 мая 1988 г. N 8998-XI «О кооперации в СССР».
Первым кооперативом по новому закону был зарегистрирован кооператив «Развитие». в г. Москве 6 июля 1988 года ( директор - Гетман Алексей Юрьевич ); позже - научный кооператив «ОРКОН» (при Доме Учёных) в г. Ленинград в 1988 году.
В 1992 году Генеральная Ассамблея ООН провозгласила праздник — Международный день кооперативов, в дальнейшем отмечаемый ежегодно.
Генеральная Ассамблея ООН объявила 2012 год Международным годом кооперативов, подчеркнув при этом вклад кооперативов в социально-экономическое развитие. В резолюции 64/136 от 18 декабря 2009 года Генеральная Ассамблея отметила роль кооперативов в сокращении бедности, обеспечении занятости и социальной интеграции.
1. В книге "ОТ РАЗОРЕНИЯ К ДОСТАТКУ" 1906 г. А.Д.Нечволодов, генерал-лейтенант царской армии, русский экономист:
Капиталистическое хозяйство, которое искусственно прививалось у нас за последние 50 лет, постепенно заменится хозяйством, основанным на принципах коллективизма и кооперации.
2. В главном законе: Закон РСФСР от 11 июня 1964 г. "Об утверждении Гражданского Кодекса РСФСР"
Гражданский Кодекс РСФСР:
  ... Экономика периода развернутого строительства коммунизма основана на социалистической собственности на средства производства в форме государственной (общенародной) и колхозно-кооперативной собственности. …

## История кооперативного движения
Первые кооперативные предприятия были основаны в Великобритании в самом начале XIX века благотворителями, стремившимися улучшить положение рабочих. Но уже с 1820—1830-х годов хозяевами кооперативных магазинов, мельниц, хлебопекарен становятся сами рабочие. Кооперативы давали возможность рабочим покупать товары по низким ценам. Сначала появились потребительские общества, затем кредитные товарищества, потом — сбытовые и производственные объединения.
В 1844 году английские ткачи из города Рочдейла открыли потребительский кооператив на принципах, ставших основными для кооперации. Этими принципами были:
- невысокие паевые взносы;
- ограниченное число паев у каждого кооператора;
- все кооператоры равноправны и каждый имеет один голос;
- продажа товаров осуществляется по умеренно-рыночным ценам и только за наличные деньги;
- цена товара одинакова для всех (в том числе и для не входящих в кооператив).

В 1860—1880-е годы кооперативы Великобритании и Германии были настолько успешными, что они стали объединяться в союзы. В те же годы возникли и укрепились кооперативные системы в Италии, во Франции, в Швейцарии, Бельгии и скандинавских странах. В 1890-е годы кооперация в Европе охватывала более 2 миллионов членов.
Кооперативы в царской России
В России кооперативное движение началось в 1865 году, когда было создано ссудо-сберегательное товарищество в селе Рождественском Дороватской волости Ветлужского уезда Костромской губернии. Первые кооперативные организации в России (молочные и маслодельные заводы, артельные сыроварни, ссудосберегательные товарищества, производственные артели) были основаны представителями интеллигенции.
По числу кооперативов и членов в них Россия в начале XX века заняло первое место в мире. Столь стремительного роста кооперации не знала ни одна страна. К 1917 году количество кооперативов всех типов приближалось к 50 000 (около 25 000 потребительских обществ, 16 500 кредитных кооперативов, 6000 сельскохозяйственных обществ, 2400 сельскохозяйственных товариществ, 3000 маслодельных артелей, 1500—2000 производящих и кустарно-хозяйственных артелей). В них состояло около 14 миллионов человек.
Кооперативы в СССР
Развитие института кооперации в СССР прошло несколько этапов, включая: Новую экономическую политику, Коллективизацию, Промысловую кооперацию а в конце периода — Перестройку.
В России
В настоящее время в России производственные кооперативы распространены незначительно, в отличие от потребительских кооперативов.
По состоянию на декабрь 2013 года в государственном реестре зафиксировано более 3,5 тысяч кооперативов. Около 3 % от числа КПК имеют свыше 5 тысяч пайщиков. Среди крупнейших кооперативов России КПК «Резерв» из Алтайского края, «Первое Мурманское общество взаимного кредита» из Мурманской области, «Доверие» из Хабаровского края, «Ренда ЗСК» из Ханты-Мансийского АО, «Семейный капитал» из Санкт-Петербурга и жилищный кооператив «Бест Вей» из Санкт-Петербурга.